# ليزلي أندرو
ليزلي أندرو (بالإنجليزية: Leslie Andrew)‏ هو عسكري نيوزيلندي، ولد في 23 مارس 1897 في Ashhurst ‏ في نيوزيلندا، وتوفي في 8 يناير 1969.